# Araneus spathurus
Araneus spathurus är en spindelart som först beskrevs av Tord Tamerlan Teodor Thorell 1890.  Araneus spathurus ingår i släktet Araneus och familjen hjulspindlar. Inga underarter finns listade i Catalogue of Life.